# Autonom (politik)
 For alternative betydninger, se Autonom. (Se også artikler, som begynder med Autonom)
De autonome betegner et løst netværk af personer i de venstreorienterede miljøer, der arbejder politisk gennem autonom selvorganisering og vægter udenomsparlamentariske metoder og direkte aktion. De autonome bevægelser er mest udbredte i Europa, særligt Italien, Spanien,Tyskland, Grækenland og Frankrig. I Danmark er de autonome fortrinsvis unge i og omkring København.[kilde mangler]
Nogle forskere har betragtet dem som en udløber af ungdomsoprøret.
Efter urolighederne på Nørrebro i København 18. maj 1993 er betegnelsen 'autonom' i stigende grad blevet brugt ofte nedsættende om venstreradikale eller anarkistiske på den danske venstrefløj uden hensyn til om de kalder sig 'autonome' eller ej.

## Autonom teori
Ordet "autonom" betyder "selvstyrende" eller "selvforvaltende". Autonome ønsker at tage kontrol over deres arbejde og liv ved at bekæmpe alle imperialistiske, kapitalistiske og racistiske dele af samfundet. De organiserer sig i autonomi mod staten, fagforeninger, politiske partier, og andre hierarkiske samfundsorganiseringer. Autonom selvorganisering er en "bottom up"-teori: den henleder opmærksomheden på aktiviteter, der er hverdagens modstand mod kapitalisme: sygefravær, at arbejde langsomt, og socialisere arbejdspladsen. Autonom teori har rødder i anarkistisk og kommunistisk historie og tænkning.
Tidlige teoretikere (som Mario Tronti, Antonio Negri, Sergio Bologna og Paolo Virno) udviklede forestillinger om "immaterielt" og "socialt arbejde", der udviste det marxistiske koncept af arbejde til hele samfundet. De foreslog, at det moderne samfunds rigdom blev produceret af ukontrollerbart arbejde, og at kun lidt af dette blev omfordelt til arbejderne i form af løn. Andre italienske autonomer - især feminister som Mariarosa Dalla Costa og Silvia Federici - understregede betydningen af feminisme og værdien af ubetalte kvindelige arbejdskraft til det kapitalistiske samfund.

## Aktivisme
Autonom politik udfolder sig ofte som selvorganiseret aktivisme, der går til de politiske problemer direkte, gennem såkaldt direkte aktion. Aktionsformerne indeholder ofte et aspekt af civil ulydighed.

### BZ-bevægelse
De autonome indeholder i høj grad en videreførelse af BZ-bevægelsen, der for at skabe alternativer til samfundet besætter tomme huse og udnytter deres værdi.

### Pink Blok og Sort Blok
Ved demonstrationer er der ofte en opdeling af deltagerne ud fra deres rolle i demonstrationen. Grupperne bliver ofte farvekodede, fx som Pink Blok ellerSort Blok:
- Pink Blok er ikke-voldelig civil ulydighed. For eksempel Foreningen for flere Operahuse der udklædt som overklasseløg satirisk kræver mere kultur til de rige.[4]
- Sort Blok (tysk:der schwarze Block) er militant, uniformeret og ofte bevæbnet. Sort Bloks opgave i en demonstration er at beskytte de urolige elementer mod politiet og selve demonstrationen mod moddemonstrationer (Se skinheads og nazister). Den sorte blok starter også gadekampe/riots og erobrer gader ved at spærre adgangen med bål og barrikader.[5]

Andre eksempler er de grønne, gule og røde blokke anvendt ved G13 BZ-aktionen, eller de tofarvede blokke til Shut it Down klima-aktionen i September 2009.
Arrangørerne informerer deltagerne ved hjælp af kæde-sms'er. De mest aktive i blokkene er specialiserede til en enkelt blok.

## Autonome grupper og tilholdssteder
- Antifascistisk Aktion
- Feministisk Aktion
- Fynske antifascister
- Globale Rødder
- Autonomi Kollektivet
- Rebel
- Offensiv Unge Revolutionære
- Børnehuset
- Børnemagt

## Fodnoter
1. ↑  de autonome | lex.dk – Den Store Danske
2. ↑  Guldberg Mikkelsen, Hanne:

Fantasien til magten : - ungdomsoprør og bevægelser fra 1960 erne til i dag
3. ↑  Knudsen, Peter Øvig (2016). BZ. Gyldendal
4. ↑  operahus wiki
5. ↑  "black bloc – Anarchopedia". Arkiveret fra originalen 3. maj 2007. Hentet 28. marts 2007.
6. ↑  Shut It Down: »Aktionen var en succes« · Modkraft.dk (Webside ikke længere tilgængelig)
7. ↑  TV 2 Krimi – SMS fra G13: Ingen optøjer i dag